# 出てこい、ブラック・アンド・タンズども
『出てこい、ブラック・アンド・タンズども』（Come Out, Ye Black and Tans）は、アイルランド共和主義者によって歌われた闘争歌である。1972年、ウルフ・トーンズがアルバム『Let the People Sing』の中の1曲として発表した音源が特によく知られる。作詞者はドミニク・ビーアンで、アイルランド独立戦争時に残虐な振る舞いで悪名高かったイギリスの警察部隊、ブラック・アンド・タンズを題材としている。曲は『ミュンスターの喚声』（Rosc Catha na Mumhan）が元になっている。

## 概要
ブラック・アンド・タンズは、王立アイルランド警察隊（RIC）がアイルランド独立戦争中に戦力補強を目的に追加で雇用した警察官らの通称で、多くは本土出身の復員兵であった。彼らは共和主義者に対する報復任務などに投入されたことから非常に悪名高く、共和主義者の多くは厳密な区別を行わずしばしばイギリス側官憲を総称する言葉として「ブラック・アンド・タンズ」という言葉を用いた。
作詞者ビーアンの父スティーブンは、独立戦争ではマイケル・コリンズの部下として十二使徒部隊に参加し、内戦の際には反条約派の1人として投獄され公職追放処分を受けた経験を持つ元IRA闘士だった。この曲の歌詞には、スティーブンへの賛辞が込められている。歌詞はロイヤリスト（親英派）とイギリス兵が闊歩する内戦後のダブリンで生まれた男が、「出てこい、ブラック・アンド・タンズども。出てきて男らしく俺と戦え」（Come out ye black and tans, Come out and fight me like a man）と父がいつも歌っていたのを思い出す場面から始まり、大英帝国によるアラブ人やズールー人への弾圧と植民地支配、チャールズ・スチュワート・パーネルの失脚、イースター蜂起後の銃殺刑にも言及する。
ドイツ民主共和国（東ドイツ）では、『出てこい、ブラック・アンド・タンズども』の替え歌として、『Es ziehen die Söhne los』が歌われた。